# Familien Oppengejm
Familien Oppengejm (russisk: Семья Оппенгейм) er en sovjetisk film fra 1939 af Grigorij Rosjal.

## Medvirkende
- Vladimir Balasjov - Berthold Oppenheim
- Joseph Toltjanov - Martin Oppenheim
- Ada Wójcik - Liselotte
- Nikolaj Plotnikov - Edgar Oppenheim
- Galina Minovitskaja - Ruth Oppenheim